# ماریا تومارکین
ماریا تومارکین (انگلیسی: Maria Tumarkin)؛ پدیدآور، تاریخ فرهنگی، نویسنده اهل استرالیا است. او همچنین استاد نویسندگی و تاریخ فرهنگی در دانشگاه ملبورن است.

## زندگی‌نامه
تومارکین در واقع در اوکراین متولد شد. وی «اوکراین را به عنوان بخشی از پروژه مهاجرت یهودیان در سال ۱۹۸۹ هنگامی که یک نوجوان بود، ترک کرد.» تومارکین دارای مدرک کارشناسی و دکترای تاریخ فرهنگی از دانشگاه ملبورن است. هرسه کتابی که نوشته‌است در فهرست نامزدی جایزه ادبی است. اخیراً، در جای دیگری نامزد جایزه ادبیات برتر ویکتوریا شد، کتاب سن از سال او به عنوان کتاب برتر نیویورک برای جایزه ادبیات انتخاب شد؛ و مقاله او به نام «بدون پوست» در ۲۰۱۵، یکی از پنج فینالیست جایزه ملبورن ۲۰۱۵ به خاطر نوشتن زیر ۲۰٫۰۰۰ کلمه شد.
ماریا تومارکین که در مورد تروما تحقیق می‌کند. دربارهٔ نیاز مردم به ساخت بنای یادبود یا یادبود در مکانهایی که چیزهای بدی در آنجا اتفاق افتاده‌است، مانند کشتار، حوادث مرگبار و غیره صحبت می‌کند.

## شرح کتاب اماکن‌تراژیک (Traumascapes)
اماکن‌تراژیک داستان نیروی اماکنی در سراسر جهان است که سرنوشتی توأم با درد، خشونت و از دست دادن داشته‌اند. در جهانی که زندگی می‌کنیم ما در چنین مکان‌هایی ساکن هستیم، این اماکن به معنی واقعی کلمه در همه جا هستند. آنها اماکن حملات تروریستی، فاجعه‌های طبیعی و صنعتی، نسل‌کشی، تبعید، تخریب زیست‌محیطی و ایستادن جمعی ضربان قلب‌هاست؛ و این کلید توانایی ماست برای تحمل و درک تراژدی‌های مدرن و حوادثی که از سر می‌گذرانیم. حوادث و فجایعی که در برلین، پورت آرتور، بالی، مسکو، سارایوو، نیویورک، شنکسویل، پنسیلوانیا…و غیرو رخ داده.
این کتاب حاصل یک دهه تحقیق در مورد سرنوشت این اماکن و دیگر مکانهای رنج و از دست دادن است تا از این طریق سرمایه‌های عمیق روانشناختی را که به‌طور یکسان روی همه افراد و کشورها تأثیر فروبرنده داشته‌است آشکار سازد. گذاشتن بنای یادبود در این مکان‌های تراژیک به جای تخریب روانی و ناکامی از ناامیدی. باعث شده‌است تا این اماکن به نشانه‌های فرهنگی مهمی تبدیل شوند. ماهیت نیرویی که این اماکن ایجاد می‌کنند بی‌همتا و خارج از درک است. چطور این مکان‌ها همچنان تأثیر می‌گذارند ادامه دارد، ارتباطاتی که آنها را تقویت می‌کند، خاطراتی که از آنها عرضه می‌شود و قدرتی که آنها تولید می‌کنند، موضوع این کتاب است.

## کتاب‌ها
- (۲۰۰۵): Traumascapes (اماکن‌تراژیک):قدرت و سرنوشت مکان‌های تغییر یافته براثر تراژدی[۷][۸]
- (۲۰۰۷): شجاعت
- (۲۰۱۰): Otherland: سفری با دخترم